# Hohhot (stacja kolejowa)
Hohhot (chiń. 呼和浩特站; pinyin Hūhéhàotè Zhàn) – stacja kolejowa w Hohhot, w regionie autonomicznym Mongolia Wewnętrzna, w Chińskiej Republice Ludowej. Znajduje się na linii kolejowej Pekin – Baotou.
Stacja została otwarta w 1921.